# Louis Visconti
Louis Tullius Joachim Visconti (11. února 1791 Řím – 1. prosince 1853 Paříž) byl francouzský architekt.

## Život a dílo
Visconti studoval v Paříži a vlivem svých učitelů Ch. Perciera a Fontaina se věnoval architektuře. Ve svých 17 letech vstoupil do École des beaux-arts. Roku 1822 byl inspektorem stavby ministerstva financí a roku 1825 architektem velké pařížské knihovny.
Jeho nejznámější prací je architektonická úprava dómu pařížské Invalidovny s hrobem Napoleona a jeho blízkých. Dále je autorem dostavby Louvru a známé jsou též jeho návrhy veřejných kašen Fontaine Gaillon, Fontaine Louvois a Fontaine Molière mezi léty 1824 a 1843.
Zemřel ještě před dokončením dostavby Louvru a je pohřben na pařížském hřbitově Père Lachaise. V Louvru se nachází Viscontiho busta od Josepha Dureta.